# Campynemataceae
Campynemataceae — родина квіткових рослин. Родина складається з двох родів і чотирьох видів багаторічних трав'янистих рослин, ендемічних для Нової Каледонії і Тасманії.

## Таксономія
Вперше описані Дюмортьє в 1829 році, Campynemaceae складалися з одного роду Campynema, описаного Labillardière в Тасманії в 1804 році. У 1893 році Baillon ідентифікував близькоспоріднений рід Campynemanthe в Новій Каледонії. Разом ці два роди складають родину Campynemataceae sensu Angiosperm Phylogeny Group (APG) у порядку Liliales.